# Amaretti

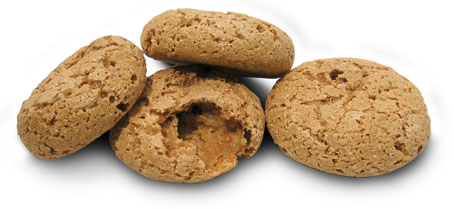
Amarettini

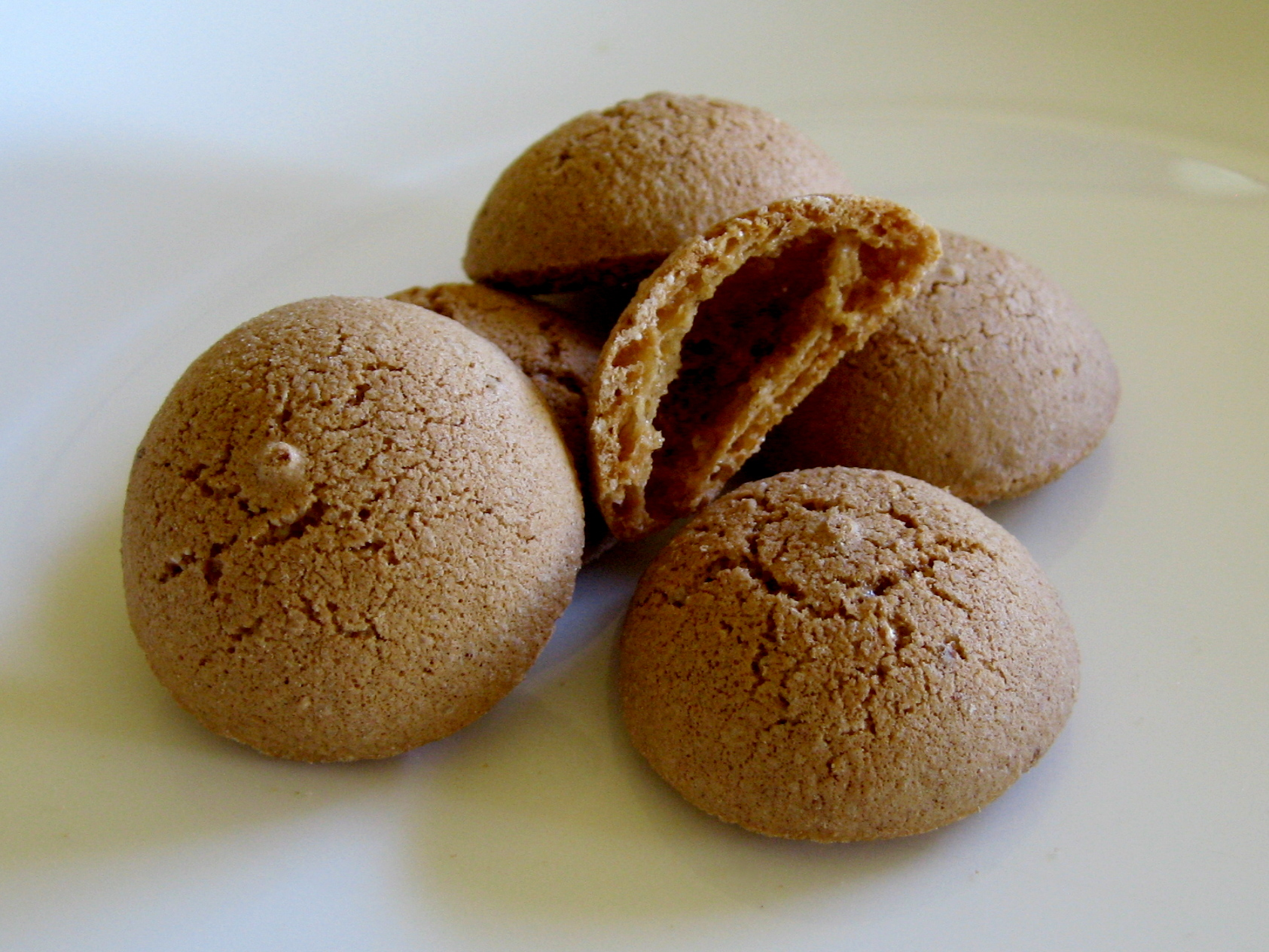
Amaretti

Amaretti (Einzahl: Amaretto) oder Amaretti di Saronno sind kleine italienische Makronen aus Eischnee, Zucker, gemahlenen Mandeln und/oder Aprikosenkernen, wie sie typisch sind für die Gemeinden Saronno in der Lombardei und Sassello in Ligurien. Beim Backen gehen sie zu einem sehr luftigen, knusprigen Gebilde stark auf. Sie sind lange haltbar und gehören zu den Dauerbackwaren.
Amaretti werden gerne zu Espresso serviert und finden auch als Bestandteil diverser Nachspeisen Verwendung.

## Geschichte
Die Gebäckfamilie der Makronen, zu denen Amaretti zählen, hat eine vergleichsweise lange Historie. Die Ursprünge gehen auf Konfekt zurück, das von  sassanidischen Schahs zur Feier des zoroastrischen Neujahrs (Nouruz) verzehrt wurde. Von da aus verbreiteten sich ähnliche Rezepturen, bei denen geriebene Mandeln mit Zucker und Rosenwasser verarbeitet wurden, im Nahen Osten und gelangten im neunten Jahrhundert mit der arabischen Expansion auch nach Europa, wo sie entsprechend die europäische Küche beeinflussten.